# Приднепровское (Херсонская область)
Приднепровское (укр. Придніпровське) — посёлок в Херсонской городской общине Херсонского района Херсонской области Украины.
Почтовый индекс — 75035. Телефонный код — 5547. Код КОАТУУ — 6520386002.

## Население
Население по переписи 2001 года составляло 150 человек.

### Языковой состав
Родной язык населения по данным переписи 2001 года:
| Язык       | Численность, чел. | Доля     |
| ---------- | ----------------- | -------- |
| Украинский | 104               | 69,33 %  |
| Русский    | 46                | 30,67 %  |
| Итого      | 150               | 100,00 % |

## Местный совет
75035, Херсонская обл., Белозёрский р-н, с. Садовое, ул. Зои Космодемьянской, 3а